# Sântana
Sântana (pronúncia em romeno: AFI: /sɨnˈtana/; em húngaro: Újszentanna; em alemão: Neusanktanna) é uma cidade do județ (distrito) de Arad, na região histórica da Crișana (parte da Transilvânia), Roménia. Em 2011 tinha 11 428 habitantes e em 2016 estimava-se que tivesse 15 601 habitantes. A área administrada pela cidade, situada na parte norte do planalto Aradului, inclui a aldeia de Caporal Alexa (em húngaro: Erdőskerek) e tem 107,14 km².
Em termos étnicos, segundo o censo de 2011, 79,8% da população era romena, 1,94% húngaros e 8,38% ciganos.
A primeira menção à cidade com o nome atual data de 1828. Anteriormente a localidade chamava-se Comlăuș, nome mencionado em 1334. Nesse mesmo ano é também mencionada Caporal Alexa, com o nome de Kerecton. Até 1926 chamou-se Cherechiu, um nome ainda hoje usado coloquialmente.
A economia local depende sobretudo da agricultura, embora os setores secundário e terciário se tenham vindo a desenvolver nos anos mais recentes. Sântana é um centro importante de produção vinícola.